# Белопашино
Белопа́шино (Симонова пустынь) — деревня в Ленском районе Архангельской области. Административный центр Сойгинского сельского поселения.
Другие названия: Соежская пустынь, Сойгинский-Преображенский погост.
В 1545 г. Симон Сойгинский, основатель пустыни, получил от Ивана Грозного жалованную тарханно-несудимую односрочную и проезжую грамоту. В жалованной грамоте интересны указания на существование административно-судебных и податных прерогатив ростовского архиепископа в районе Вычегды и Сойги.
К Спасскому Сойгинскому монастырю относятся наиболее ранние сведения о церковном строительстве в Вычегодской Перми.

## География
Белопашино расположено на юго-востоке Архангельской области на правом берегу реки Вычегды в устье реки Сойги, давшей впоследствии название Сойгинскому монастырю.
Ближайшая железнодорожная станция Светик находится в 8 км от деревни, на линии «Котлас — Микунь». Ближайшая автомагистраль: «Яренск — Котлас».

## История
Датой основания Симоновой пустыни (теперь Белопашино) следует считать день памяти великомученицы Евфимии Всехвальной 11 июля 1539 года (16 сентября по ст. стилю). Из летописной записи, хранившейся в церкви Сойгинского погоста, построенной на месте Спасо-Преображенского Сойгинского монастыря, известно, что именно этот день избрал преподобный Симон Сойгинский, поставив в устье реки Сойги малую келию. К пустыннику постепенно начали собираться монахи, образовалась монашеская община и преподобный Симон «вынужден был переменить первоначальное своё намерение относительно уединенной жизни и, построивши храм, принял начальство над образовывавшейся обителью».

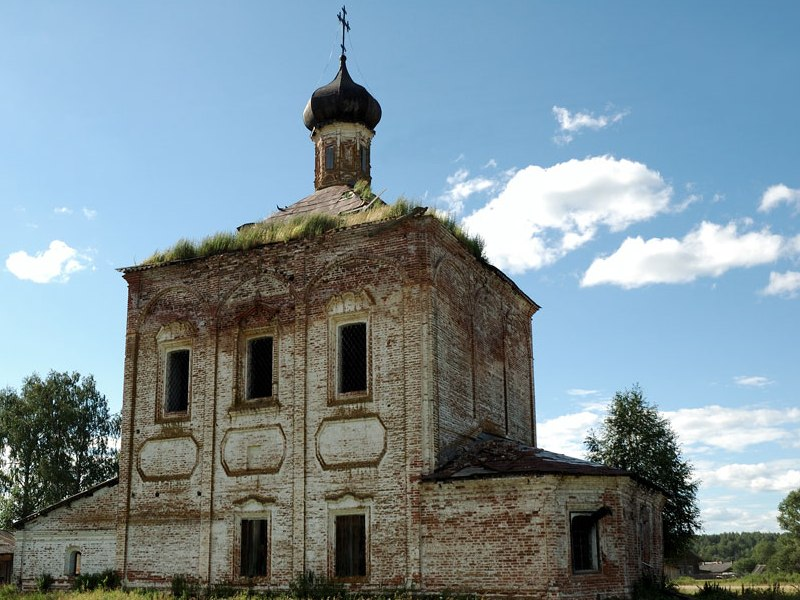
Симонова пустынь

Так был основан Спасо-Преображенский Сойгинский монастырь, который был освящен 17 мая 1541 года при ростовском архиепископе Досифее и просуществовал более 250 лет до упразднения в 1791 году. На месте обители образовали Сойгинский-Преображенский погост Сольвычегодского уезда Вологодской губернии (теперь Архангельская область). Монастырские церкви, были преобразованы в приходские:
- 1. Первая. Каменная, холодная. Преображенская Сойгинская — приходская. Престол Преображения Господня.
- 2. Вторая. Каменная, тёплая. Богородицерождественская Сойгинская — вторая. Престол Рождества Пресвятой Богородицы.
- 3. Третья. Екатерининская Сойгинская. Под спудом в церкви — мощи преп. Симона Сойгинского. Престол великомученицы Екатерины Александрийской.

Сохранилась только Преображенская церковь, находящаяся в плохом состоянии.

## Население
| 2002 | 2009 | 2010 | 2012 |
| ---- | ---- | ---- | ---- |
| 305  | ↘289 | ↘232 | ↗235 |